# Joel McHale
Joel Edward McHale (ur. 20 listopada 1971 w Rzymie) – amerykański aktor, komik i osobowość telewizyjna.

## Życiorys

### Wczesne lata
Urodził się w Rzymie we Włoszech, w rodzinie katolickiej jako syn Kanadyjki Laurie z Vancouver i Amerykanina Jacka McHale z Chicago w Illinois. Jego ojciec był pochodzenia irlandzkiego, a matka miała korzenie norweskie, fińskie i angielskie. Jego ojciec był dziekanem ds. studentów na włoskim wydziale Loyola University. Dorastał z bratem Stephenem. Wychowywał się na Mercer Island w stanie Waszyngton i krótko mieszkał w Haddonfield w New Jersey.
Uczęszczał do Mercer Island High School. W 1995 uzyskał tytuł bachelor’s degree z historii na Uniwersytecie Waszyngtońskim.

### Kariera
W latach 1993–1997 należał do improwizacyjnej grupy komików Theatresports wchodzącej w skład firmy produkcyjnej Unexpected Productions osadzonej w Market Theatre na Pike Place Market w Seattle. W latach 1995–1998 był członkiem obsady serialu emitowanego przez oddział NBC – King TV Almost Live!, którego główną osią fabularną były komediowe skecze.
Stał się rozpoznawalny dzięki występom w reklamach restauracji Burger King, McDonald’s, Levi’s, Southwest Airlines i Microsoft.
Po uzyskaniu tytułu magistra sztuki w 2000, McHale przeniósł się do Los Angeles i dostał małe role w serialach: Diagnoza morderstwo, CSI: Kryminalne zagadki Miami i Will & Grace. W 2004 zadebiutował na kinowym ekranie jako Pan Jacks w fantastycznonaukowym filmie akcji Sama Raimi Spider-Man 2 u boku Tobey’ego Maguire’a. Od 17 września 2009 do 2 czerwca 2015 występował jako adwokat Jeff Winger w sitcomie NBC Community.
W latach 2004–2015 prowadził cotygodniowy satyryczny program The Soup, nadawany na kanale E! Entertainment, który przyniósł mu nominację do nagrody Emmy.

## Życie prywatne
20 lipca 1996 poślubił Sarah Williams. Mieszkają w Hollywood Hills ze swoimi dwoma synami: Edwardem Royem (ur. 2005) i Izaakiem (ur. 12 marca 2008).
Jest fanem Seattle Seahawks. Uczęszcza do kościoła prezbiteriańskiego i wspiera społeczność LGBT.
W wywiadzie z 2018 roku dla podcastu Armchair Expert Daxa Sheparda, McHale ujawnił, że ma dysleksję, odkrywając to, gdy zdiagnozowano jego dwóch synów.

## Filmografia

### Seriale telewizyjne
- 1996: Almost Live! (różne role)
- 1998: Bill Nye the Science Guy jako pozwany (odc. Fluids)
- 2000: Partnerki jako Quicky the Clown (odc. Springing Tiny)
- 2000: The Fugitive jako Curtis (odc. Far from Home)
- 2000: Diagnoza morderstwo jako Richard (odc. By Reason of Insanity)
- 2001, 2020: Will & Grace jako Ian (odc. Cheaters)/Phil (odc. Filthy Phil, Part I oraz Filthy Phil, Part II)
- 2004–2015: The Soup jako prowadzący (618 odcinków; program satyryczny)
- 2005: CSI: Kryminalne zagadki Miami jako Greg Welch (odc. Urban Hellraisers)
- 2007: Technicy-magicy jako Roy (odcinek pilotażowy)
- 2007: Gdzie pachną stokrotki jako Harold Hundin (odc. Bitches)
- 2007, 2009: Robot Chicken (2 odcinki; głos; różne role)
- 2009–2015: Community jako Jeff Winger (110 odcinków; główna rola)
- 2011: Fineasz i Ferb jako Norm Head Prototype (odc. Candace Disconnected; głos)
- 2012: Synowie Anarchii jako Warren (odc. Small World oraz Toad’s Wild Ride)
- 2013–2015: Randy Cunningham: Nastoletni ninja jako Pierwszy Ninja (5 odcinków; głos)
- 2014: Video Game High School jako Prezydent Stanów Zjednoczonych (odc. OMGWTFPS!?)
- 2015: BoJack Horseman jako Alex (odc. Yesterdayland; głos)
- 2016–2018: Z Archiwum X jako Tad O’Malley (4 odcinki)
- 2016: Dr Ken jako Ross (odc. Dave’s Valentine)
- 2016–2017: The Great Indoors jako Jack Gordon (22 odcinki; główna rola)
- 2017: Wymiar 404 jako Dr. Matthew Maker (odc. Matchmarker)
- 2017: Mystery Science Theater 3000 jako Doug McClure (odc. At the Earth’s Core)
- 2017: Rick i Morty jako Death Stalker Hemorrhage (odc. Rickmancing the Stone; głos)
- 2017–2018: Prawo Milo Murphy’ego jako Victor Verliezer (2 odcinki; głos)
- 2018–2019: Santa Clarita Diet jako Chris (4 odcinki)
- 2019: RuPaul’s Drag Race jako juror (odc. Trump: The Rusical; reality show)
- 2019: Rekrut jako Brad Hayes (odc. The Shake Up)
- 2019: Profesor Iglesias jako Danny (odc. Oh Boy, Danny)
- 2020: Stargirl jako Sylvester Pemberton / Starman (rola drugoplanowa)
- 2020: The Twilight Zone jako Orson Rudd (odc. 8)

### Filmy
- 2004: Spider-Man 2 jako Pan Jacks
- 2004: Wait
- 2005: Królowie Dogtown jako reporter
- 2005: Game Time jako Johnson
- 2006: Jej pierwszy raz jako prowadzący
- 2008: Wiadomości bez cenzury jako pracownik biura
- 2008: Sezon na misia 2 jako Elliot (głos)
- 2009: Intrygant jako agent FBI Robert Herndon
- 2011: Mali agenci 4D: Wyścig z czasem jako Wilbur Wilson
- 2011: Ilu miałaś facetów? jako Roger
- 2011: Wielki rok jako Barry Loomis
- 2012: Ted jako Rex
- 2014: Rodzinne rewolucje jako Mark
- 2014: Zbaw nas ode złego jako policjant Butler
- 2014: Młodzi dorośli jako Hudson
- 2014: Wesołe kurcze święta jako Boyd Mitchler
- 2018: Assasination Nation jako Nick
- 2018: Pusty i głupi gest jako Chevy Chase
- 2018: Rozpruci na śmierć jako agent Campbell
- 2020: Becky jako Jeff